# Katuniște, Sliven
Katuniște (în bulgară Катунище) este un sat în comuna Kotel, regiunea Sliven,  Bulgaria. 

## Demografie
Componența etnică a satului Katuniște
     Bulgari (100%)
     Nicio identificare (0%)
     Altele (0%)
La recensământul din 2011, populația satului Katuniște era de 26 locuitori. Din punct de vedere etnic, toți locuitorii erau bulgari.